# شبردز بوش (محطة مترو أنفاق لندن)
شيبيردز بوش (بالإنجليزية: Shepherd's Bush)‏ هي إحدى محطات مترو أنفاق لندن. تقع على خط سينترال وهامرسميث وسيتي أفتتحت في المنطقة (Zone) رقم 2 أفتتحت في 30 يوليو 1900، وخط هامرسميث وسيتي أفتتحت في 01 أبريل 1914.

## معرض صور

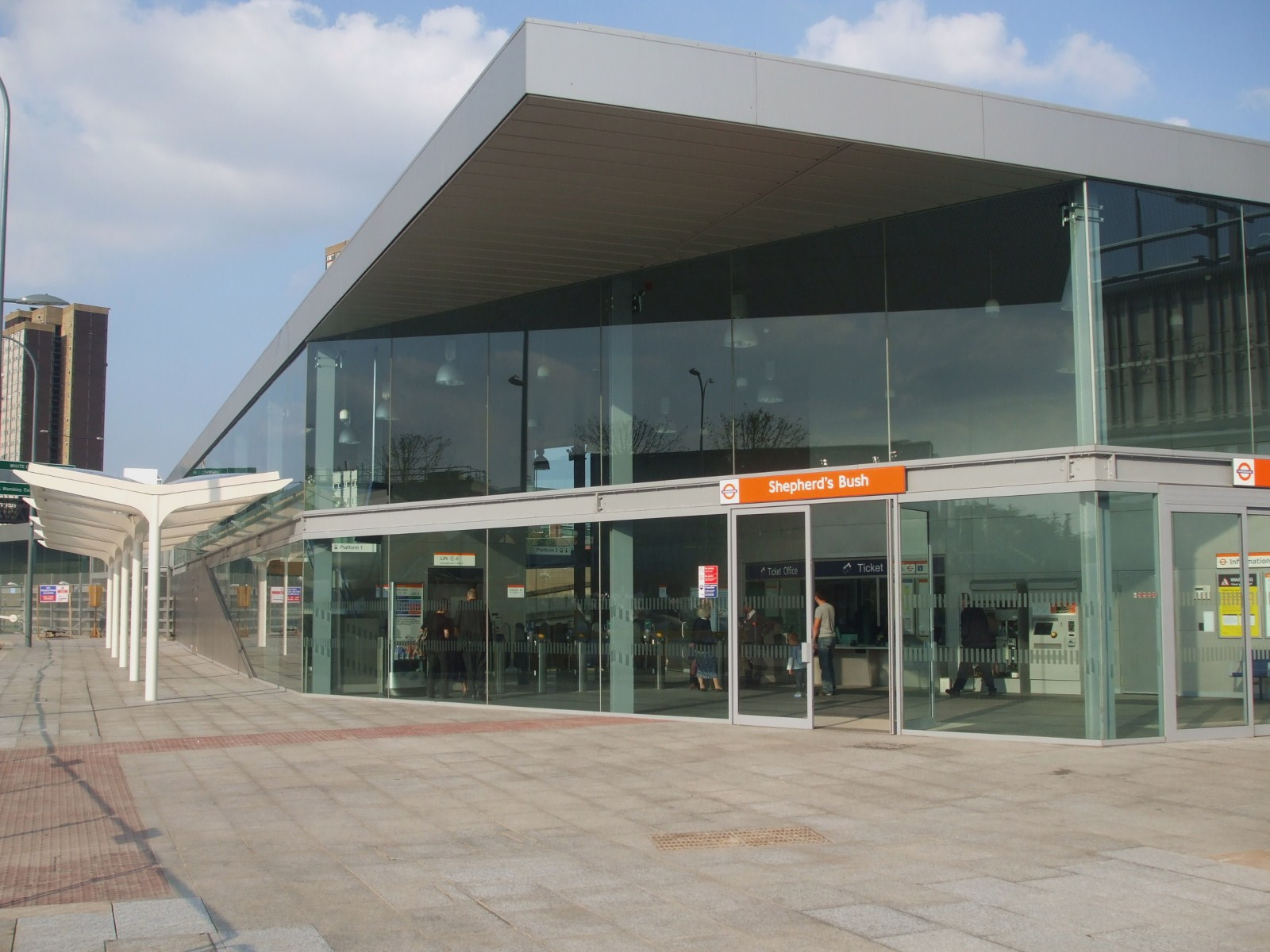
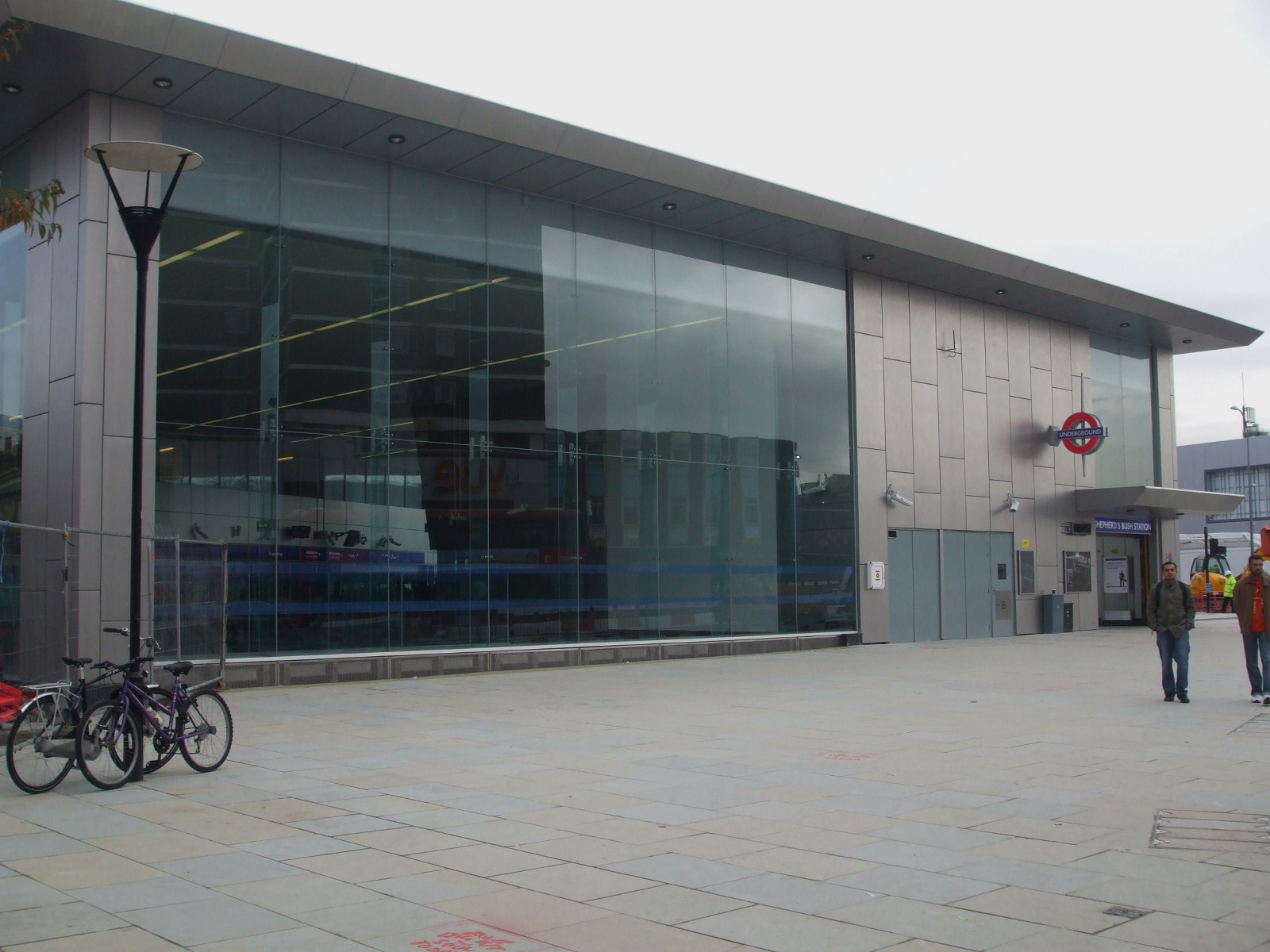
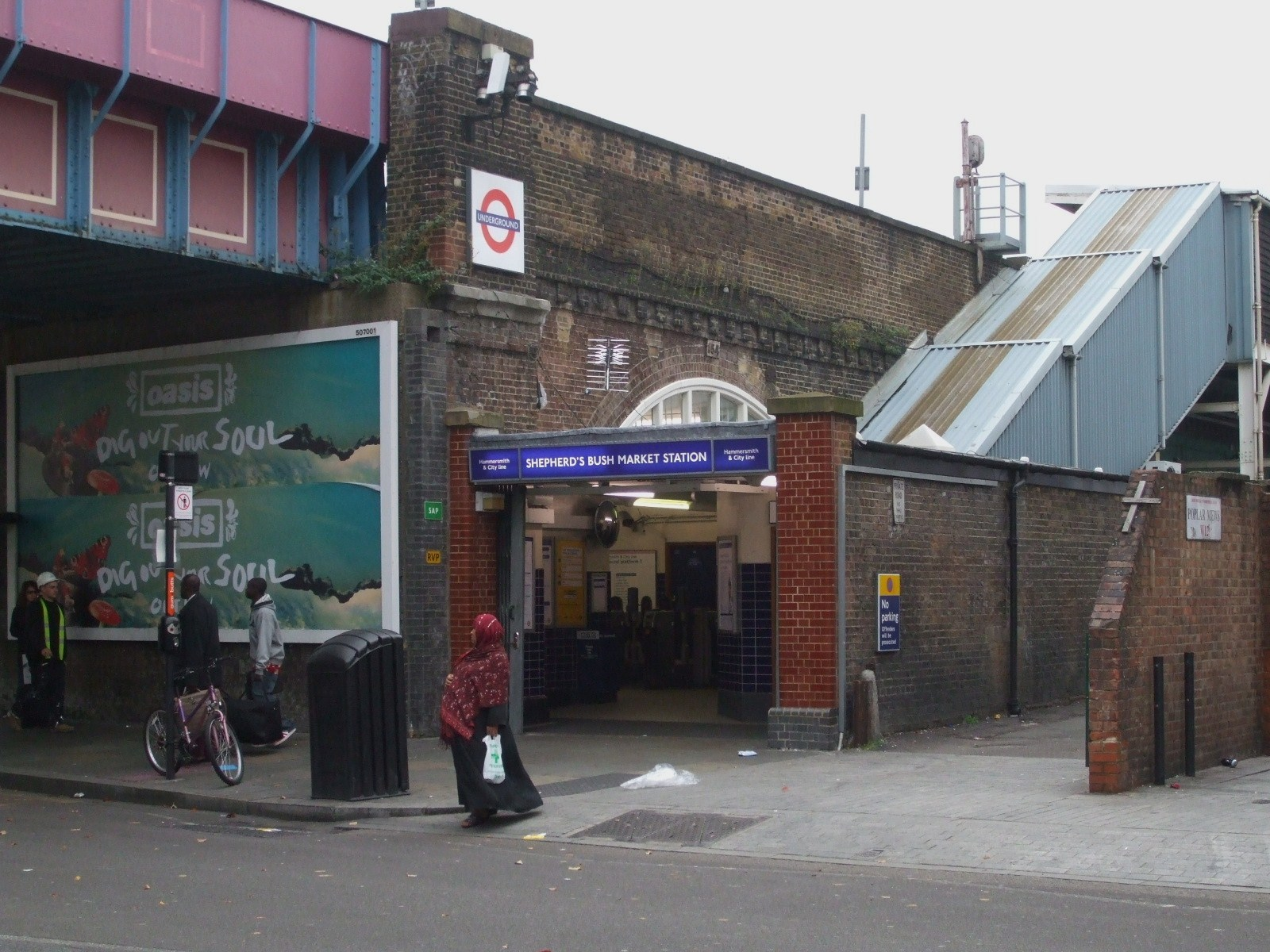
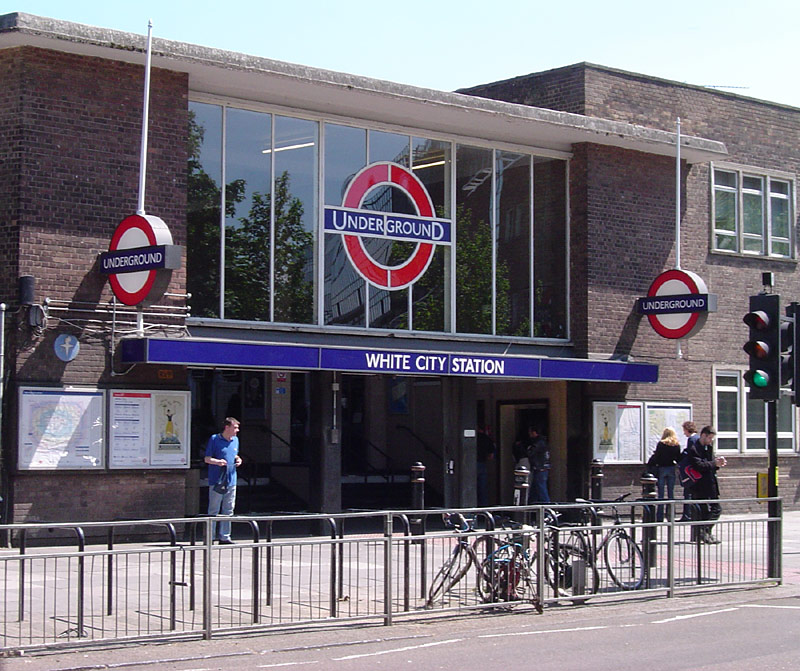
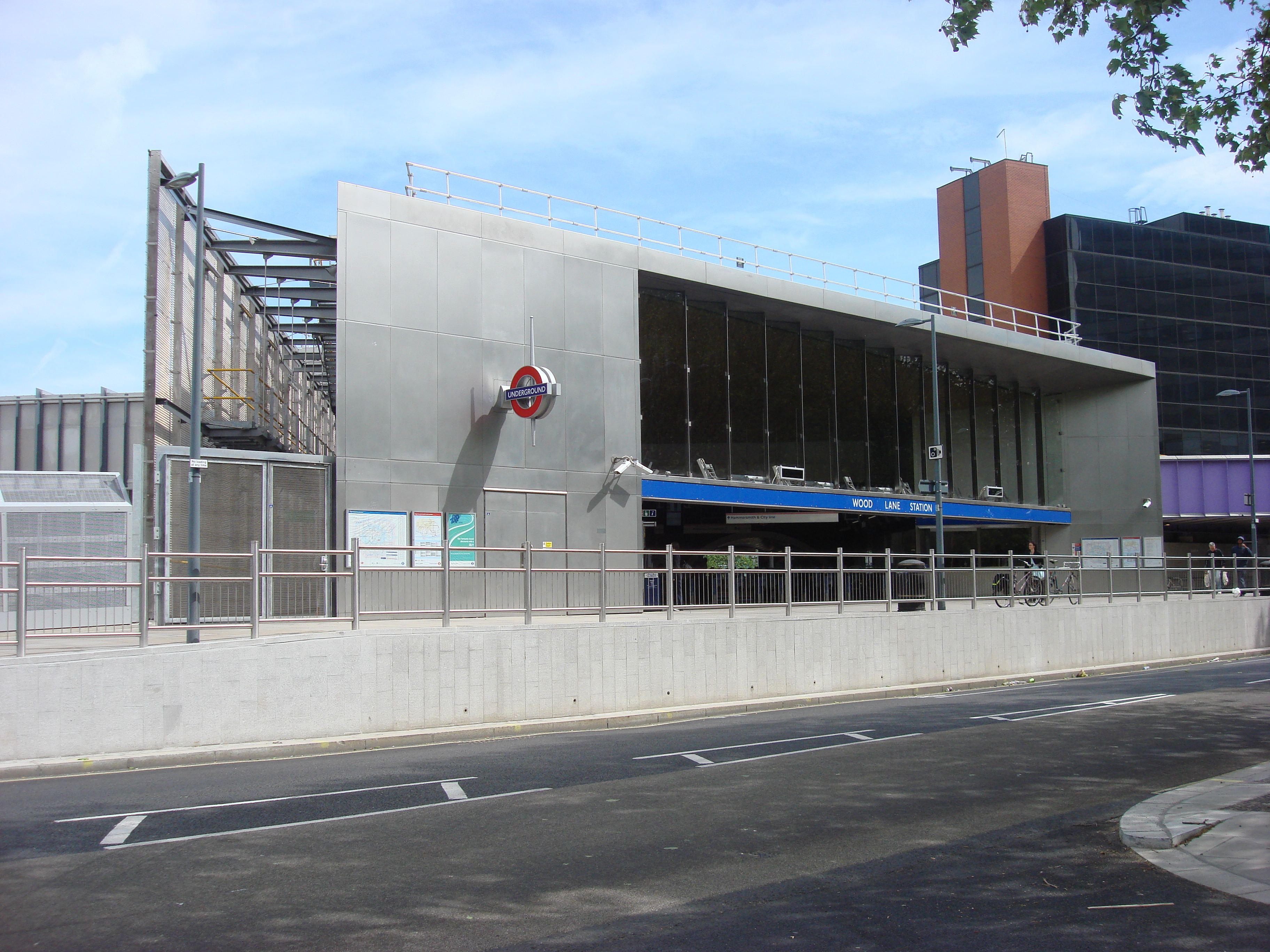